# Sam Cutler

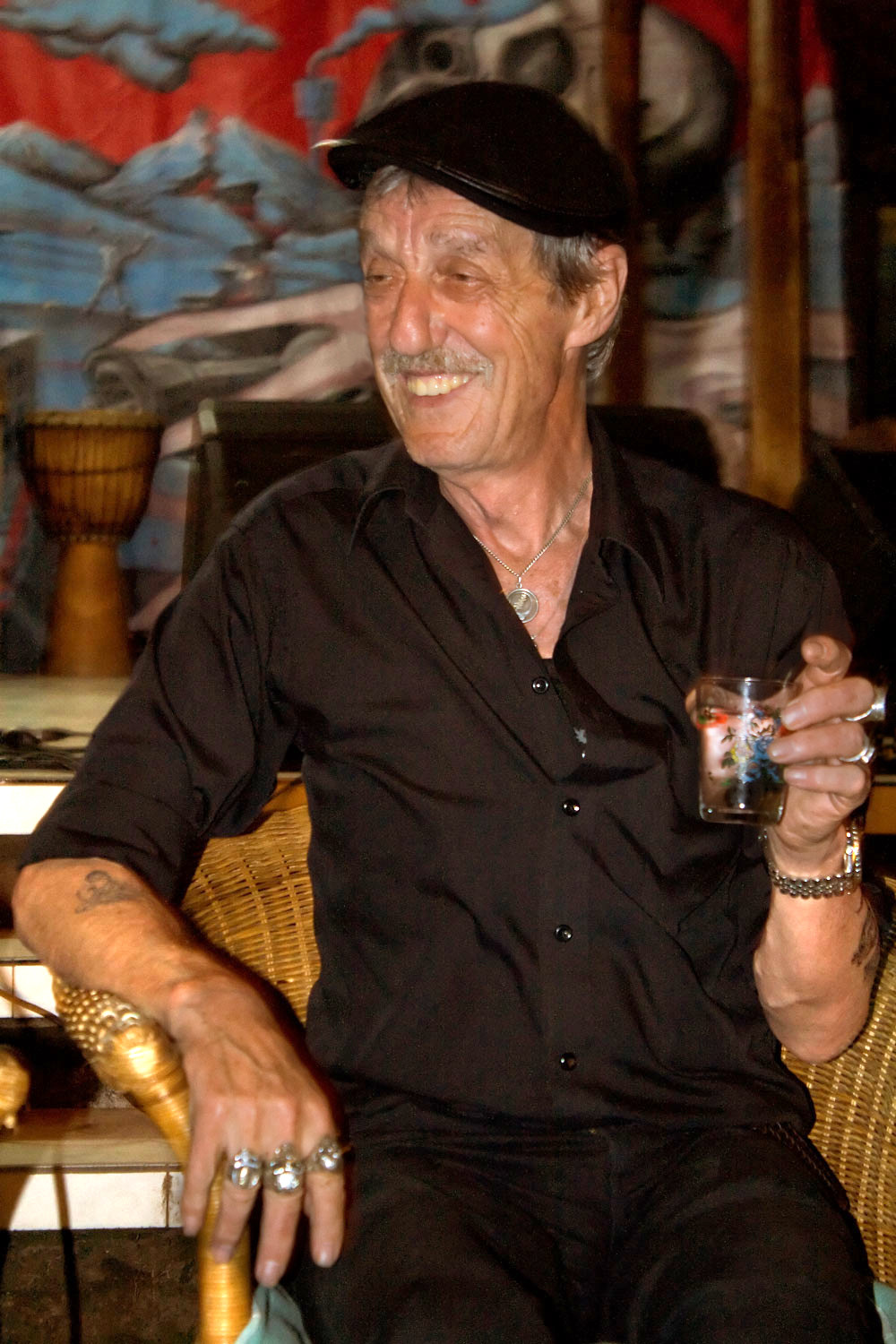
Sam Cutler, 2009

Sam Cutler (* 10. März 1943 in der Nähe von London, England; † 11. Juli 2023 in Brisbane) war ein britischer Tourneemanager. Er wurde vor allem bekannt als Tour-Manager der Bands The Rolling Stones und Grateful Dead.

## Biografie
In der zweiten Hälfte der 1960er Jahre organisierte der ausgebildete Lehrer Cutler die Auftritte verschiedener Rockbands und Interpreten, darunter Pink Floyd, Eric Clapton, die Rolling Stones, Alexis Korner und andere. 1969 koordinierte er das Konzert der Rolling Stones im Londoner Hyde Park und die Amerika-Tournee der Band, die in Colorado und der erstmaligen Abkündigung als größte Rock-’n’-Roll-Band der Welt durch Cutler begann und im Altamont Free Concert gipfelte und im Film Gimme Shelter dokumentiert ist. Auf dem Livealbum Get Yer Ya-Ya’s Out! ist zu hören, wie Cutler die Stones ankündigt, aufgenommen während der Amerika-Tour im November 1969.
Cutler blieb in Amerika und wurde Tour Manager und Agent der Band Grateful Dead. Mit seiner Firma „Out of Town Tours“ koordinierte Cutler die Auftritte zahlreicher Künstler, darunter Grateful Dead, The Band, The Allman Brothers Band, The New Riders of the Purple Sage, The Sons of Champlin, Mike Bloomfield, Ramblin’ Jack Elliott und andere.
2010 veröffentlichte Sam Cutler seine Autobiografie You Can’t Always Get What You Want: My Life with the Rolling Stones, the Grateful Dead and Other Wonderful Reprobates, erschienen bei ECW Press/Random House.
Sam Cutler starb im Juli 2023 im Alter von 80 Jahren.